# Ballinamult

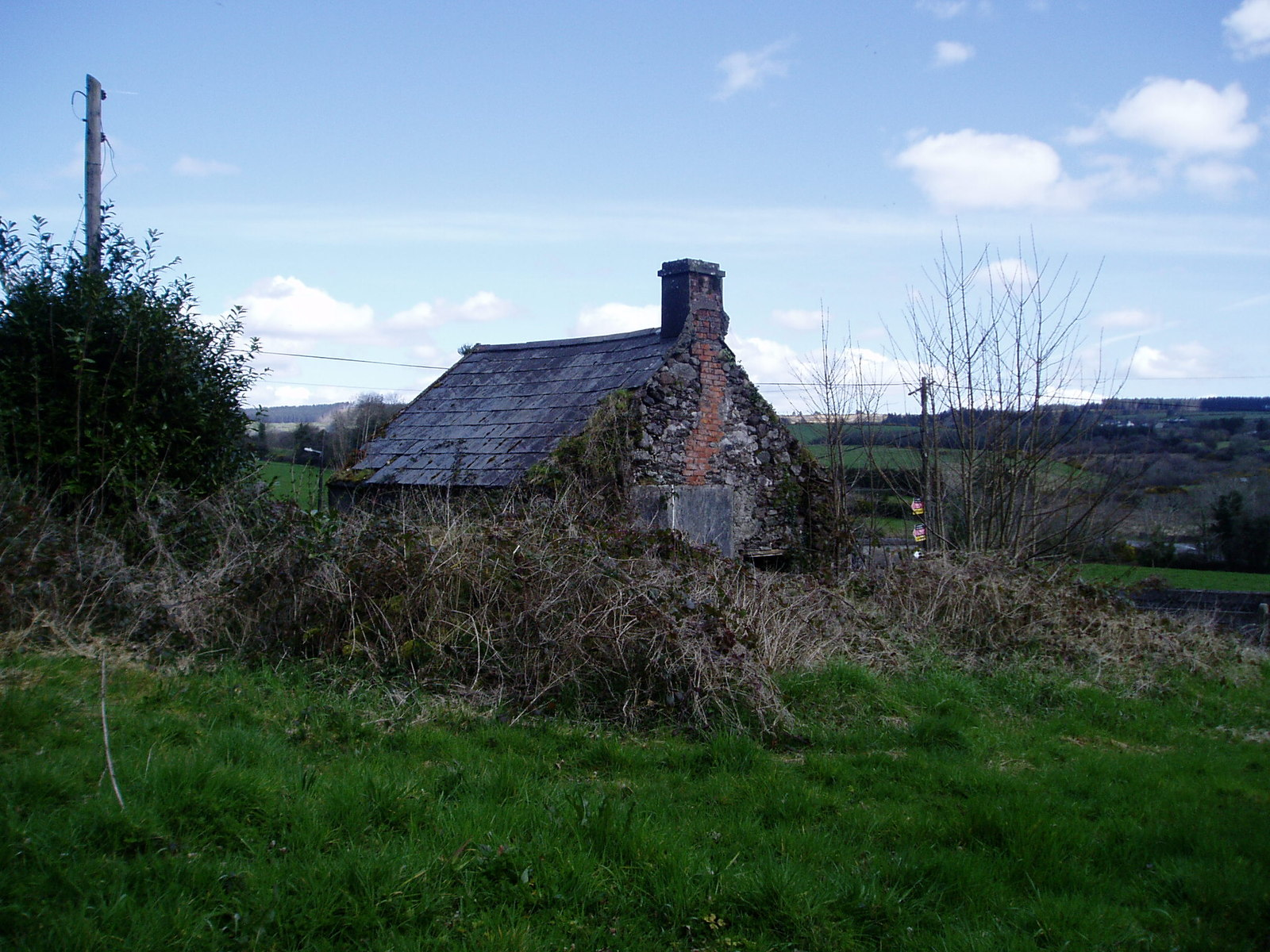
Bâtiment désaffecté à Ballinamult

Ballinamult (aussi écrit Ballynamult) est un hameau de l'ancienne civil parish (commune) de Seskinan, et de l'ancienne Poor Law Union de Lismore (Irlande) situé dans le comté de Waterford, près de la frontière avec le comté de Tipperary. Religieusement, Ballinamult fait partie de la paroisse de Tooraneena.

## La caserne de Ballinamult
En 1714, une caserne est construite. Les plans la présentent comme pouvant accueillir jusqu'à vingt personnes. Elle est située sur un promontoire sur la rive Est de la Finisk, protégeant ainsi les zones d'accès au comté de Tipperary. En 1918, la garnison se composait d'un sergent et de trois gendarmes. Une douzaine d'hommes est venue la compléter quelques années plus tard.